# T.O.T.S.
T.O.T.S cunoscut ca (Transportul Organizat al Tuturor Speciilor) este un serial american de televiziune, care a avut premiera pe 14 iunie 2019 în Statele Unite.

## Premisă
Pinguinul Pip și flamingoul Freddy sunt două păsări de livrare în T.O.T.S. Bebelușii se adoptă înainte de a fi livrați familiilor lor. Când bebelușul ajunge la familia sa, Pip și Freddy fotografiau familia cu tableta lor, FlyPad.

## Difuzare
În februarie 2019, TOTS a fost reînnoit pentru un al doilea sezon înainte de premiera care a avut loc pe 7 august 2020. În Canada a debutat pe 22 iunie. Pe 5 august 2020 serialul a fost reînnoit pentru un al treilea și ultim sezon înainte de premiera celui de-al doilea sezon. Serialul a luat sfârșit pe 10 iunie 2022.